# United Roma 2019
Questa voce raccoglie le informazioni riguardanti le United Roma nelle competizioni ufficiali della stagione 2019.

## Campionato Italiano Football Americano Femminile 2019

### Stagione regolare
| Arbitri: | A. Robledo A. Mazzia A. Conti F. Antonelli C. Caroselli |

|                                                  |           | |
| Vallecoccia 4':42" Q4 (TD) 7yd pass from Fanella | Marcatori | E. Raia 0':38" Q1 (TD) 60yd pass from E. Bertorello G. Sciarpa 3':03" Q2 (TD) 67yd run G. Sciarpa 7':43" Q3 (TD) 4yd run G. Nicolini 2':42" Q3 (TD) 27yd run E. Bertorello Q3 (tpc) rush Adami 3':31" Q4 (TD) 62yd run E. Bertorello Q4 (tpc) rush |

| Arbitri: | Breglia Gilardi Pierotti A. Minasso Culcasi |

| |           |                                                                                                |
| Carminati 5':49" Q1 (TD) 9yd run dell'Orto Q1 (tpc) pass from Carminati Nicola 2':56" Q1 (TD) 42yd run Nicola Q1 (tpc) rush Nicola 6':03" Q2 (TD) 51yd run Carminati 4':59" Q2 (TD) 64yd run Nicola Q2 (tpc) rush Nicola 4':08" Q2 (TD) 48yd pass from Carminati Nicola 3':51" Q3 (TD) 8yd run Nicola Q3 (tpc) rush A. Secchi 9':50" Q4 (TD) 13yd run Carminati Q4 (tpc) rush A. Secchi 6':00" Q4 (TD) 70yd run A. Secchi 2':18" Q4 (TD) 32yd run | Marcatori | Bedini 5':55" Q2 (TD) 75yd pass from Fanella Vallecoccia 3':16" Q2 (TD) 60yd pass from Fanella |

| Arbitri: | G. Curatolo A. Conti M. Curatolo F. Lorandi C. Caroselli |

|                                                   |           | |
| Vallecoccia 9':06" Q2 (TD) 20yd pass from Fanella | Marcatori | Zocca 8':19" Q1 (TD) 38yd run Zocca Q1 (tpc) rush Zocca 6' Q2 (TD) 5yd run Zocca Q2 (tpc) rush Zocca 1':31" Q2 (TD) 21yd pass from Alberighi Zocca Q2 (tpc) rush O. Pallaoro 3':38" Q3 (TD) 24yd pass from Zocca Q3 (tpc) rush |

| Arbitri: | P. Moglia Gaias V. Maraventano A. Minasso E. Tognoni |

| |           |  |
| Menaballi 1':13" Q1 (TD) 33yd run C. de Carlo Q1 (tpc) rush M. Monni 1':49" Q2 (TD) 14yd run S. Soldi 0':45" Q2 (TD) 8yd fumble recovery M. Monni 7':41" Q3 (TD) 46yd run | Marcatori |  |

## Statistiche di squadra
| Competizione | %Vittorie | In casa | In casa | In casa | In casa | In casa | In casa | In trasferta | In trasferta | In trasferta | In trasferta | In trasferta | In trasferta | Totale | Totale | Totale | Totale | Totale | Totale |
| Competizione | %Vittorie | G       | V       | N       | P       | Pf      | Ps      | G            | V            | N            | P            | Pf           | Ps           | G      | V      | N      | P      | Pf     | Ps     |
| ------------ | --------- | ------- | ------- | ------- | ------- | ------- | ------- | ------------ | ------------ | ------------ | ------------ | ------------ | ------------ | ------ | ------ | ------ | ------ | ------ | ------ |
| Campionato   | .000      | 2       | 0       | 0       | 2       | 12      | 66      | 2            | 0            | 0            | 2            | 12           | 90           | 4      | 0      | 0      | 4      | 24     | 156    |
| Totale       | .000      | 2       | 0       | 0       | 2       | 12      | 66      | 2            | 0            | 0            | 2            | 12           | 90           | 4      | 0      | 0      | 4      | 24     | 156    |

## Statistiche personali

### Marcatrici
| Giocatrice  | Ruolo | TD rush | TD recv | TD int | TD p.ret | TD k.ret | TD oth | Xp1 | Xp2 | FG | Saf | Totale |
| ----------- | ----- | ------- | ------- | ------ | -------- | -------- | ------ | --- | --- | -- | --- | ------ |
| Vallecoccia |       | 0       | 3       | 0      | 0        | 0        | 0      | 0   | 0   | 0  | 0   | 18     |
| Bedini      |       | 0       | 1       | 0      | 0        | 0        | 0      | 0   | 0   | 0  | 0   | 6      |

### Passer rating
| Giocatrice | G | Att | Comp | Int | Yds | TD | NFL   | NCAA  |
| ---------- | - | --- | ---- | --- | --- | -- | ----- | ----- |
| Fanella    | 4 | 76  | 25   | 1   | 342 | 4  | 60,31 | 85,43 |